# شن‌های عربی
شن‌های عربی (به انگلیسی: Arabian Sands) کتابی جغرافیایی و تاریخی نوشته ویلفرد تزیجر، یکی از صحرانوردها و نویسنده سفرنامهٔ بریتانیایی بود. شهرت او به خاطر ۲بار عبور پیاده از صحرای ربع‌الخالی و نیز دو کتابش به نام‌های شن‌های عربی و عرب‌های هور است. وی در امارات متحده عربی به نام «مبارک بن لندن» مشهور است.
کتاب شن‌های عربی که در ۱ جلد به نگارش درآمده به ضبط و ثبت تاریخ بشر، داستان‌های تاریخی و مسائل قوم‌شناسی مللی می‌پردازد که مؤلف آن‌ها را ملاقات کرده بود.
این کتاب به زبان انگلیسی نوشته شده؛ و سپس به زبان عربی ترجمه شده‌است.
صحرانورد و نویسنده سفرنامهٔ بریتانیایی، ویلفرد تزیجر توانست در سال‌های ۱۹۴۵ و ۱۹۵۰ میلادی، همراه با دوستان عرب بادیه‌نشین خود دو بار از صحرای بزرگ ربع الخالی عبور کند. در این عبور بزرگ دوتن از افراد قبیلهٔ الرواشد بدوهای ساکنان اطراف صحرای ربع‌الخالی به نام‌های: «سالم بن کبینه الراشدی» و «سالم بن غبیشه الراشدی» راهنمای وی بودند. همچنین گروه دیگری نیز از بدوهای بادیه‌نشین وی را همراهی می‌کردند. «مبارک بن لندن» به دعوت شیخ زاید بن سلطان آل نهیان رئیس دولت امارات متحده عربی در سال ۱۹۷۷ میلادی از ابوظبی دیدن کرد. در این دیدار شیخ زاید به پاداش زحمات وی در اکتشاف مناطق مختلف شبه جزیره عربستان و همچنین دو بار گذشتن از صحرای ربع الخالی مدال درجهٔ یک اتحاد را به وی عطا کرد.
این مؤلف در سال ۱۹۹۵ لقب سر دریافت کرد. او در ۲۴ اوت سال ۲۰۰۳ میلادی در سن ۹۳ سالگی در گذشت.